# Sylvie Fréchette
Sylvie Fréchette (Montreal, 27 de junio de 1967) es una deportista canadiense que compitió en natación sincronizada.
Participó en dos Juegos Olímpicos de Verano en los años 1992 y 1996, obteniendo dos medallas, oro en Barcelona 1992 y plata en Atlanta 1996. Ganó dos medallas de oro en el Campeonato Mundial de Natación, en los años 1986 y 1991.

## Palmarés internacional
| Juegos Olímpicos   | Juegos Olímpicos         | Juegos Olímpicos | Juegos Olímpicos |
| Año                | Lugar                    | Medalla          | Prueba           |
| ------------------ | ------------------------ | ---------------- | ---------------- |
| 1992               | Barcelona (España)       | Medalla de oro   | Solo             |
| 1996               | Atlanta (Estados Unidos) | Medalla de plata | Equipo           |
| Campeonato Mundial |                          |                  |                  |
| Año                | Lugar                    | Medalla          | Prueba           |
| 1986               | Madrid (España)          | Medalla de oro   | Equipo           |
| 1991               | Perth (Australia)        | Medalla de oro   | Solo             |